# رسام
الرسام هو الشخص الذي يمارس الرسم، وهو فرع من فروع الفنون الجميلة والفنون البصرية، على سبيل الهواية (الرسام الهاوي) أو مهنة (رسام محترف). وأصبح هذا المصطلح في القرن التاسع عشر للتمييز بين الرسام وبين فن الرسم الحرفي، سواء كان رساماً أو مصمماً للديكور.
وِفقاً لفترات مضت، كان لدى الرسامين منظمات مهنية وشهادات تقديرية مختلفة. وقد تطورت أعمالهم أيضاً من حيث التقنيات المستخدمة: لوحة زيتية ومائية وجصية والباستيل والراتنجات الاصطناعية. واليوم مع جميع رسومات الحاسوب والرسومات الرقمية لهدف غير تقني (بحيث لا يتم التصميم ولا رسم النماذج الصناعية) والتي تبدو تقنيات معاصرة، كما استخدم آندي وارهول وروبرت روزنبرج والرسامون لحركة فن البوب شاشة الطباعة مرة واحدة. في القرن الواحد والعشرين، مصطلح «الفنان الرسام» أو «الفنان»، يشمل أيضاً مصطلح «فنان تشكيلي»، هو الذي يتجاوز معنى الرسم فقط.
ويقال عن الرسامين إنهم شهود عيان في زمنهم، كما أن لهم دوراً في تسليط الضوء على مكان تزيين شيء ما أو شخص في صورة أو حتى لنشر رؤية لمكان أو حدث أو فكرة. وهناك فنانون يرسمون الواقع ويتميّز هذا النوع من الرسم بالدقة العالية.

## المواد المرسومة

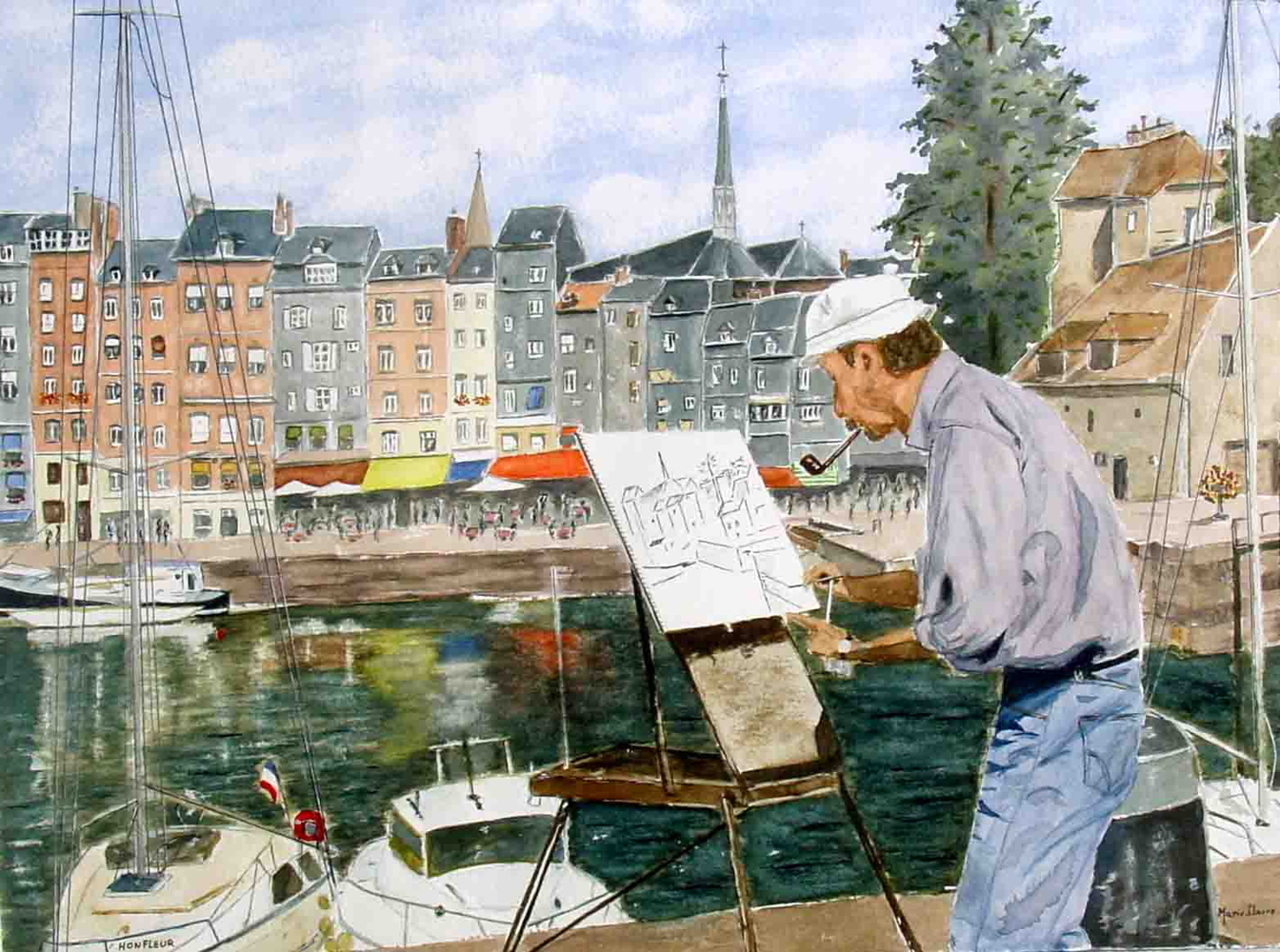
الرسام من الميناء القديم - هونفليور (فرنسا).

يستخدم الرسامون ستة أنواع من المواد: الطبيعة الصامتة، المشاهد الطبيعية، صور لإنسان أو لحيوانات ومشاهد من نوع (تاريخي وأدبي وأسطوري وديني) قديماً ومظاهر منذ عصر النهضة، وعامل مساعد منذ القرن العشرين والرسم التجريدي أو الرسمي.

## شهود عيان
ويمكن اعتبار الرسومات على الصخر في العصر الحجري باعتبارها شكلا من أشكال الفن المتصل ب السمو أو السحر، وذلك لأنها شهادة مهمة في عصره، وهو ما يمثل على جدران الكهوف والحيوانات التي تحيط بالبشر. وهو نفسه في العصور القديمة، مع لوحات مومياوات الفيوم والتي هي أيضاً شهود على تنوع الناس الذين عاشوا أو عبروا مصر.
من إحدى وظائف الرسم (قبل اختراع التصوير الفوتوغرافي) تمثيل المشاهد من الأحداث الكبرى: المعارك الكبرى، والكوارث الكبرى، اتفاقيات السلام، والزواج، ونقل السلطة وغيرها من الأحداث التي تكون نقطة تحول في التاريخ، ولكن أيضا لتقديم النصوص الدينية أو الشعرية.
ومع ذلك، لا يعتبر الرسم فن في حد ذاته خلال الفترة من العصور القديمة إلى عصر النهضة. ويعتبر في ذلك الحين على أنه حرفة، وفقًا لآراء أفلاطون. يعد الرسامون إذن إما حرفيين (في زمن الرومان)، وإما رهبان، أو رسامين لرموز الأرثوذكسية أو القنابل المضيئة وفنانو الصور المصغرة (العصور الوسطى).
هذا هو من عصر النهضة، ولا سيما في عصر النهضة المزهر، اعتبر الرسم كفن مهم جداً (الرسام هو جزء من الآرتي ماججوري) وليوناردو دا فينشي قال «الذي يحرر الرسم بطريقته يصل إلى الجمال». يمكننا أن نفهم الآن تعقيد الوضع من الرسام الذي يجوز له أن يقدم أي من الأحداث، والشخصيات من وقته لتجميلها، أو تقديمها كدليل.

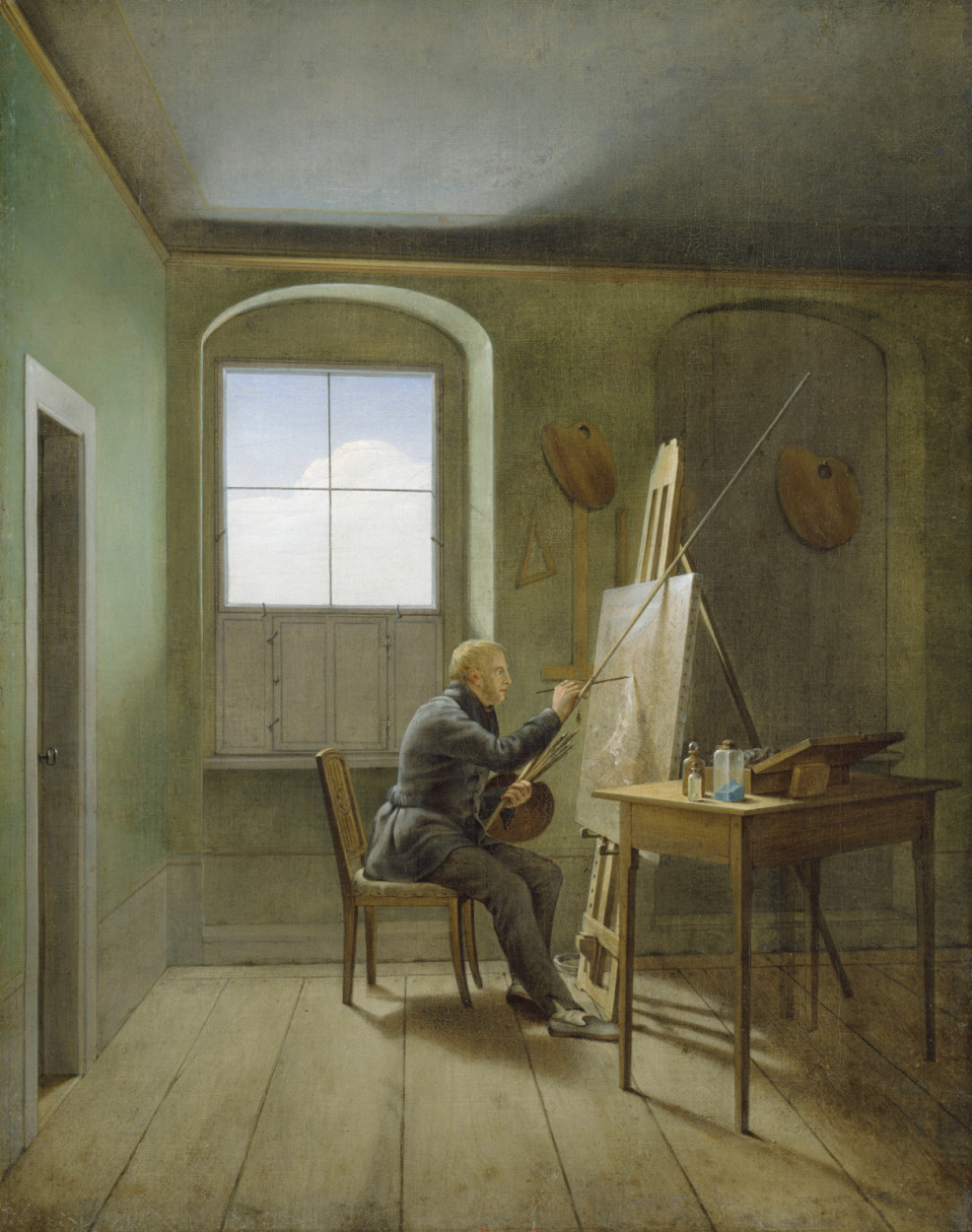
كاسبار دافيد فريدريش في مرسمه

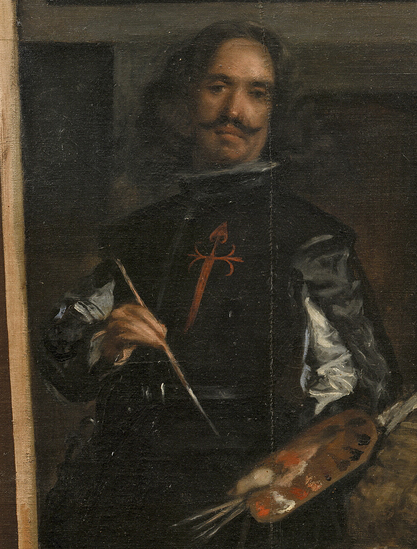
الصورة الذاتية من فيلازكويز، ريشة رسام، ولوح في يده، وتحقيق رائعته لاس Meninas.

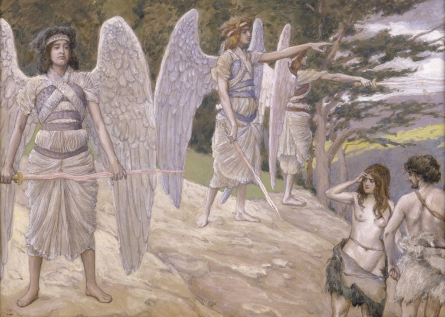
طرد آدم وحواء من الجنة من قبل جيمس تيسو، رسام فرنسي يحتفل عالميا في حياته في عام 1900 ولكن لا تنتقل إلى الأجيال القادمة.

## وصلات خارجية
- الموقع الرسمي للبيت الفنانين
- الموقع الرسمي للADAGP